# Seregno
De Italiaanse stad Seregno ligt in de Noord-Italiaanse provincie Monza (regio Lombardije), 20 kilometer ten noorden van de regionale hoofdstad Milaan. De oudste vermelding van de stad dateert uit de 11de eeuw.
In het centrum van de moderne stad is de toren Torre di Barbarossa het belangrijkste bouwwerk. Dit was aanvankelijk de klokkentoren van de in 1781 gesloopte kerk San Vittore.

## Geboren
- Giuseppe Mariani (1898-1982), componist, muziekpedagoog, dirigent, organist en fluitist
- Igor Cassina (1977), turner
- Alice Maria Arzuffi (1994), wielrenster